# Astratodina anteros
Astratodina anteros är en nattsländeart som beskrevs av Schmid 1991. Astratodina anteros ingår i släktet Astratodina och familjen husmasknattsländor. Inga underarter finns listade i Catalogue of Life.